# Санґушко Роман Андрійович
Роман Андрійович Сангушко (? — 1517) — князь, військовик та урядник Великого Князівства Литовського. Старший син кременецького, брацлавського, вінницького намісника, князя Андрія Сангушка та його дружини — княжни Марії Острозької. Старший брат князя Федора Сангушка. Урядові посади: вінницький, брацлавський, звенигородський староста. Відомостей про одруження немає.
Загинув у 1517 році в битві з татарами.